# تاج دندان
تاج دندان (به انگلیسی: Crown) از نظر آناتومیکی به آن قسمت از دندان گفته می‌شود که توسط مینا پوشیده شده‌است. تاج کلینیکی، آن قسمت از دندان است که در دهان نمایان است. تاج کلینیکی از نظر اندازه ممکن است با تاج آناتومیکی تطابق نکند. این تاج در تمام طول زندگی می‌تواند تغییر کند، در حالیکه تاج آناتویکی همیشه اندازه ثابتی دارد.

## برجستگی‌های تاج
- کاسب (Cusp): کاسب، برجستگی‌های اصلی سطح جوندهٔ دندان‌هاست. کاسب‌ها در اندازه و شکل‌های مختلف در تاج دندان‌ها دیده می‌شوند. دندان‌های پیشین کاسب ندارند ولی از دندان نیش به بعد، کاسب مشاهده می‌شود و جسم اصلی سطح جونده دندان‌های خلفی را می‌سازند. بیشترین قسمت دندان نیش را کاسب می‌سازد، از این رو به آن دندان کاسبید هم می‌گویند. دندان‌های آسیای کوچک (پری مولر) دارای ۲ تا ۳ کاسب و دندان‌های آسیای بزرگ (مولرها) دارای حداقل ۴ کاسب هستند.
- توبرکول (Tubercule): برجستگی‌های گرد و کوچکی هستند که در سطح تاج دندان دیده می‌شوند. اندازه و شکل آن‌ها متغیر است و به آن‌ها کاسب کوچک (مینی کاسب) هم گفته می‌شود. توبرکول، اکثراً در سطح لینگوال دندان‌های قدامی بالا دیده می‌شود.
- کوژک (cingulum): برجستگی‌های بزرگ و کاملاً گردی است که در سطح زبانی دندان‌های قدامی دائمی و شیری دیده می‌شود. کوژک دایره‌وار سطح زبانی را به مزیال و دیستال متصل می‌کند.
- ریج (Ridge): نوعی برجستگی در دندان‌ها است که تشکیل شده‌است از دو دامنه (شیب) که در یک خط به هم می‌رسند. به هر یک از این دامنه slope یا شیب و محل به هم رسیدن دامنه‌ها را کرست ریج (Ridge Crest) می‌گویند.

اجتماع چهار ریج یک کاسب را می‌سازد که بر حسب محل قرار گرفتن آن‌ها نامگذاری می‌شود. به‌طور کلی ریج عنصر اصلی تشکیل دهنده هر کاسب است. برای تجسم بیشتر می‌توان کوه‌ها و تپه‌ها را که خود از تعداد بیشماری ریج تشکیل شده‌اند را در نظر گرفت. ریج‌ها ۵ نوع هستند:

### مارژینال ریج (Marginal Ridge)
یک ریج خطی شکل است و در مزیال و دیستال سطح جونده دندان‌های خلفی دیده می‌شود. مارژینال ریج در سطوح مزیال و دیستال دندان‌های قدامی نیز هست اما برجستگی کمتری دارد.

### ریج مثلثی (Triangular R.)
ریج خطی است که از رأس کاسب (Casp tip) دندان‌های خلفی به طرف شیار مرکزی (Central groove) می‌رود و مقطع آن‌ها کم و بیش مثلثی شکل است.

### ریج عرضی (Transverse R.)
از به هم پیوستن دو ریج مثلثی که به‌طور عرضی در سطح جونده دندان‌های خلفی قرار دارد به وجود می‌آید. به این ترتیب ریج عرضی، رأس یک کاسپ باکال (گونه‌ای) را به رأس کاسپ لینگوال متصل می‌کند.

### ریج مایل (Oblique R.)
ریج کاملاً اختصاصی است که فقط در مولرهای بالا دیده می‌شود و به‌طور عرضی ولی مایل از کاسپ مزیولینگوال به دیستوباکال کشیده شده‌است.

## ماملون (Mamelon)
برجستگی‌های گرد شده و کوچکی از جنس مینا است که در ریج اینسیزال(جونده) دندان‌های قدامی تازه روییده، دیده می‌شود و در بسیاری از موارد به مرور زمان ساییده شده و از بین می‌رود.

## فرورفتگی‌های تاج
- فاسا (Fossa): فاسا به گودی (تقعر) غیر منظم و معمولاً گرد شده‌ای در سطح لینگوال تاج دندان گفته می‌شود. در سطح لینگوال دندان‌های قدامی معمولاً فاسای نسبتاً برزگ ولی کم عمقی دیده میش ود در حالی که در سطح جونده دندان‌های خلفی ۲ یا چند فاسا با اندازه و اشکال مختلف وجود دارد.
- سالکوس (Sulcus): گودی‌های باریک و بلند و معمولاً وی شکلی است که غالباً در سطح اکوزال دندان‌های حلفی دیده می‌شود. عمیق‌ترین قسمت سالکوس را شیار (Groove) می‌گویند.
- شیار رشدی یا شیار اولیه: شیار یا خطی است که در واقع مرزهای اتصال دهنده کاسپ‌های تاج دندان به یکدیگر است.
- شیار عرضی یا شیار ثانویه: معمولاً از شیارهای اولیه جدا می‌شوند و بیشتر در شیب کاسپ‌ها قرار دارند.
- گودال (Pit): شیارهای رشدی اصلی وقتی به هم برخورد می‌کنند گودالی به نام پیت ایجاد می‌کنند. پیت معمولاً عمیق‌ترین قسمت فاسا است.

### قسمت‌های مختلفدندان

#### تاج دندان
- مینا
- عاج
- پالپ
- لثه

#### ریشه دندان
- سمنتوم
- استخوان